# Torrejón de Ardoz
Torrejón de Ardoz (spanskt uttal: [toreˈxon de aɾˈðoθ]) är en stad och kommun i den autonoma regionen Madrid i centrala Spanien. Staden ligger cirka 19,5 kilometer öster om centrala Madrid. Kommunen har 140 626 invånare (2024), på en yta av 32,62 km².
Torrejón de Ardoz ligger 586 meter över havet, mellan Madrid och Alcalá de Henares. Staden ligger i närheten av Adolfo Suárez Madrid-Barajas flygplats, vid motorvägen A-2 och har järnvägsförbindelse till Madrid via pendeltåget Cercanías.
I Torrejón de Ardoz finns en tidigare amerikansk militär flygplats, numera civil flygplats Aeropuerto Madrid-Torrejón, spanska kaserner och företag inom försvars- och IT-industrin, och Europeiska unionens satellitcentrum. Platsen är tack vare goda kommunikationer också populär för arbetspendlare till Madrid.
Stadens namn kommer från ett gammalt torn (Torreón), som borgerskapet i Alcalá de Henares satt upp som gränssäkerhet. Fästningen byggdes på 1100-talet. Fram till 1600-talet var Torrejón de Ardoz underställt Alcalá de Henares, och sedan under ärkebiskopen i Toledo. I början av 1900-talet var trakten vid Torrejón de Ardoz ren landsbygd. Från omkring 1960 slog sig dock ett flertal industriföretag och forskningsinstitutioner ner i närheten av den amerikanska flygbasen, vilket påskyndade stadens utveckling.